# Andrés Ravecca
Andrés Ravecca, vollständiger Name Andrés Ravecca Cadenas (* 9. Januar 1989 in Montevideo) ist ein uruguayischer Fußballspieler.

## Karriere

### Verein
Der nach Angaben seines Vereins 1,70 Meter große, Rave genannte Außenverteidiger steht seit der Apertura 2009 im Kader des Club Atlético Cerro in der Primera División. Nachdem er bereits in seiner ersten Saison zu elf Einsätzen in der höchsten uruguayischen Spielklasse kam, manifestierte er sich spätestens ab der Rückrunde (Clausura) 2011, in der er zwölfmal in der Startformation stand, unter Trainer Ricardo Ortíz als Stammspieler seines Vereins. Insgesamt absolvierte er 85 Erstliga-Partien, in denen er dreimal ins gegnerische Tor traf. Zur Spielzeit 2013/14 wechselte er zu Liverpool Montevideo und unterschrieb dort einen Vertrag mit drei Jahren Laufzeit. Dort kam er in jener Saison 19-mal in der Liga zum Zuge und schoss ein Tor. Sein Verein stieg am Saisonende in die Segunda División ab. Er kehrte zur Apertura 2014 zu Cerro im Rahmen einer Ausleihe zurück und wurde dort in der Spielzeit 2014/15 20-mal (kein Tor) in der Primera División eingesetzt. In der Spielzeit 2015/16 sind acht weitere Ligaeinsätze (ein Tor) für ihn verzeichnet. Im August 2016 wechselte er zum Zweitligisten Deportivo Maldonado, für den er in der Saison 2016 neun Ligaspiele (zwei Tore) absolvierte. Seit Anfang 2022 steht Ravecca im Kader von Uruguay Montevideo FC.

### Nationalmannschaft
Ravecca wurde von Trainer Óscar Tabárez im März 2012 bereits ins Aufgebot der Olympiaauswahl (U-23) berufen und kam in einem Freundschaftsspiel gegen die U-20 des Landes zum Einsatz. Bei den Olympischen Spielen 2012 gehörte er dann jedoch nicht zum Aufgebot.

## Sonstiges
In der Saison 2011/2012 wurde er wegen Beteiligung an einer Schlägerei anlässlich der am 6. Mai 2012 ausgetragenen Erstliga-Begegnung zwischen den Vereinen Cerro Largo FC und Club Atlético Cerro im Juli 2012 gemeinsam mit insgesamt zehn weiteren Profifußballern von der uruguayischen Justiz angeklagt. Dies waren Pablo Bentancur, César Faletti, Mathías Rolero, Marcos Otegui, Gonzalo Viera, Gustavo Varela, Óscar Morales, Marcel Román, Emiliano García und Carlos Figueredo. Gegen Washington Camacho richtete sich in diesem Zusammenhang zudem eine Anklage wegen Körperverletzung.